# Masahiro Chono
Masahiro Chono (蝶野 正洋 Chōno Masahiro?) (17 de septiembre de 1963) es un luchador profesional estadounidense retirado nacido americano-japonés. Es conocido por su carrera en la New Japan Pro Wrestling, así como por sus apariciones en la extinta World Championship Wrestling, como miembro de la New World Order. Siendo heel durante gran parte de su carrera, Chono llegó a ser uno de los luchadores más famosos de Japón.

## En lucha
- Movimientos finales
  - Kenka Kick[2] / Yakuza Kick[1][3] (Running arched big boot, a veces a la nuca del oponente)
  - Shining Kenka Kick[2] / Shining Yakuza Kick[3] (Step-up arched big boot a la cara de un oponente levantándose)
  - Deathlock STF[3] (Inverted Indian deathlock facelock)
  - Ganso STF[3] (Stepover toehold inverted facelock)
  - FTS[3] (Over-rotated stepover toehold sleeper)
  - Stepover toehold facelock,[1][2][3] a veces cruzando las piernas del oponente[3]

- Movimientos de firma
  - Sliding Yakuza Kick[3] (Sliding big boot a la cara de un oponente sentado)
  - Manhattan Drop[2] (Inverted atomic drop)[4][5]
  - Butterfly Lock[1][2][3] (Double underhook hold, a veces con bodyscissors)
  - Cradle sitout belly to belly piledriver
  - Diving shoulder block[1][2][4]
  - Single leg Boston crab facelock[4][5]
  - Modified STF[5]
  - Jumping heel kick[3]
  - Jumping sitout belly to back piledriver[3][2][4]
  - Octopus strecht[3]
  - Sharpshooter
  - Dropkick, a veces desde una posición elevada
  - Standing powerbomb
  - One-legged dropkick[4]
  - Running big boot[4]
  - Running clothesline[5]
  - Samoan drop
  - Low blow
  - DDT

- Mánager
  - Bill Dundee
  - Sonny Onoo[6]

- Luchadores dirigidos
  - Club 7 (Giant Singh & Giant Silva)

- Apodos
  - "Black Charisma"[7]
  - "Mr. G1"[2]
  - "Mr. August"[2]

## Campeonatos y logros
- Atlantic Grand Prix Wrestling

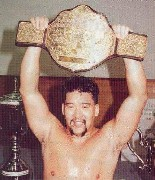
Chono con el Campeonato Mundial Peso Pesado de NWA.

  - AGPW North American Tag Team Championship (1 vez) – con Bob Brown

- Central States Wrestling / World Wrestling Alliance
  - NWA Central States Television Championship (1 vez)
  - WWA World Heavyweight Championship (1 vez)

- Continental Wrestling Federation
  - CWF Tag Team Championship (1 vez) – con Mike Davis

- Hawai'i Championship Wrestling
  - HCW Kamehameha Heritage Championship (1 vez)[8]

- New Japan Pro Wrestling
  - IWGP Heavyweight Championship (1 vez)
  - IWGP Tag Team Championship (7 veces) – con Keiji Mutoh (2) y Hiroyoshi Tenzan (5)
  - NWA World Heavyweight Championship (1 vez)
  - G1 Climax (1991, 1992, 1994, 2002, 2005)
  - G1 Climax Tag League (2006) – con Shinsuke Nakamura
  - Super Grade Tag League (1995) – con Hiroyoshi Tenzan
  - Super Grade Tag League (1997) – con Keiji Mutoh
  - Teisen Hall Cup (2002) – con Giant Singh & Giant Silva[9]
  - Teisen Hall Cup (2003) - con Hiroshi Tanahashi, Yuji Nagata & Yutaka Yoshie
  - Young Lion Cup (1987)
  - Japan/China Friendship Tournament (1990)
  - Heavyweight MVP Award (2005)
  - Mejor hazaña (2002) vs Yuji Nagata el 26 de octubre
  - Mejor hazaña (2005) vs Kazuyuki Fujita el 14 de agosto
  - Mejor hazaña en equipos (2002) con Hiroyoshi Tenzan contra Manabu Nakanishi & Osamu Nishimura el 5 de junio
  - Mejor hazaña en equipos (2004) con Katsuyori Shibata contra Hiroyoshi Tenzan & Shinsuke Nakamura el 24 de octubre

- Pro Wrestling Illustrated
  - Situado en el Nº60 en los PWI 500 de 2002[10]
  - Situado en el Nº46 en los PWI 500 de 2003[11]
  - Situado en el N°66 en los PWI 500 de 2006[12]
  - Situado en el N°155 en los PWI 500 de 2008[13]
  - Situado en el Nº209 en los PWI 500 de 2011[14]
  - Situado en el Nº270 en los PWI 500 de 2012[15]
  - Situado en el Nº70 dentro de los 500 mejores luchadores de la historia - PWI Years, 2003[16]

- Wrestling Observer Newsletter
  - WON Mejor heel (1995)
  - WON Lucha peor trabajada del año (1992) contra Rick Rude en Halloween Havoc
  - WON Hall of Fame (Clase de 2004)

- Tokyo Sports Grand Prix
  - Espíritu de lucha (1991)
  - Espíritu de lucha (2002)